# Rhinogobius flumineus
Rhinogobius flumineus, in der englischen Sprache als „lizard goby“ sowie im Herkunftsland Japan als kawa-yoshinobori bekannt, ist eine auf den Inseln Honshū, Shikoku und Kyushu endemische Fischart aus der Familie Oxudercidae in der Ordnung der Grundelartigen.

## Beschreibung
Die Grundel lebt in den Mittel- und Oberläufen schnell fließender Flüsse. Insbesondere trifft man sie in offenen und flachen Arealen, auch solche mit starker Strömung wie Stromschnellen, an. Die Wassertemperaturen im Biotop können um den Gefrierpunkt liegen. Die Fische können eine Standardlänge von 7 cm erreichen.
Die Wirbelsäule besteht aus 27–28 Wirbelkörpern. Bei der 1. Rückenflosse kann ein Sexualdimorphismus beobachtet werden: beim Männchen ist der 4. Flossenstrahl der längste, außerdem ist die Flosse auf den vorderen zwei Dritteln mit großen blauschwarzen Flecken gemustert. Beim Weibchen sind die 2. und 3. Flossenstrahlen die längsten, außerdem fehlen die blauschwarzen Flecken.

## Lebensweise
Die Grundeln halten sich an Felsen in schnellströmendem Wasser fest, mithilfe einer Art Saugnapf, welcher von den beiden Bauchflossen gebildet wird. das Maul ist leicht asymmetrisch; Fische mit einer rechten Asymmetrie tendieren dazu, ihren Körper nach rechts zu beugen. Fische mit einer linken Asymmetrie tendieren dazu, in einer linken Beugung zu verweilen. Die Art ist ein Allesfresser. Die Fische sammeln Nahrungsteile vom Grund des Flusses mit der Maulseite auf, doch die anatomische Asymmetrie führt nicht dazu, dass eine Körperseite bei der Futteraufnahme bevorzugt wird.
Die Laichzeit liegt zwischen Juni und August. Das Weibchen legt seine Eier in ein Nest, wo sie von einem Männchen bewacht werden. Bereits frisch geschlüpfte Jungtiere nehmen die bodengebundene Lebensweise der Alttiere an.

## Geographische Verbreitung
Rhinogobius flumineus ist eine in Japan endemische Fischart. Man findet sie in geeigneten Gebirgsflüssen und Gebirgsbächen zwischen der Präfektur Shizuoka und der Präfektur Toyama und dem westlichen Zipfel von Honshū sowie auf den Inseln Shikoku und Kyushu. Bei einer Koexistenz mit der etwas größeren Art Rhinogobius nagoyae verdrängt diese R. flumineus aus den eigentlich bevorzugten Stromschnellen, so dass letztere alternative Biotope aufsucht.

## Taxonomie und Evolutionsgeschichte
Die Erstbeschreibung der Art erfolgte 1960 durch den japanischen Ichthyologen Nobuhiko Mizuno. Er gab dem Fisch den Namen Tukugobius flumineus. Bei einer späteren Revision der Arten und Gattungen wurde die Art in die Gattung Rhinogobius einsortiert, was zum jetzigen Namen Rhinogobius flumineus führte. Die Namensetymologie bezieht sich auf das griechische Rhinos für Nase und dem lateinischen Begriff Gobius für Gründling. Der Artzusatz (fachsprachlich-lateinisch Epithetum specificum) flumineus findet seinen Ursprung im lateinischen Wort Flumen für Fluss.
Rhinogobius flumineus scheint sich offenbar aus der verwandten Art Rhinogobius brunneus entwickelt zu haben, es gibt sehr deutliche morphologische Gemeinsamkeiten. Innerhalb der Gattung Rhinogobius ist ein evolutionärer Trend zu beobachten, wonach jüngere Arten sich stärker an Süßwasserhabitate anpassen als ältere Arten. R. brunneus als Beispiel ist amphidrom, zieht also zwischen Süß- und Meerwasser hin und her, R. flumineus hingegen ist ein Bewohner von Flusssystemen im Binnenland.